# Andorras økonomi
Andorras økonomi er en udviklet og fri markedsøkonomi, der drives af finans, detailandel og turisme. Landets BNP var $3,66 mia. i 2007. Landet nyder godt af at være en økonomisk frizone, så turister fra Frankrig og Spanien kan spare penge på indkøb, g landet hra også udviklet turistområder for sommer- og vinterturister. Med omkring 270 hoteller og 400 restauranter, samt mange butikker, så består turismesektoren for en stadig større del af arbejdskraften i landet. Omkring 13 mio. turister besøger landet om året.
Der foregår en del handel med konsumvarer, inklusive importerede varer, der pga. toldfrihed er billigere i Andorra end i nabolandene. Andorras tolfri status har haft stor effekt på dets relation til EU. Det forhandlinger om toldfrihed og forhold til EU begyndte i 1987 efter Spanien blev en del af unionen. Der blev indgået en aftale med effekt fra juli 1991, hvilket sætter kvoter og begrænsninger på visse varer; primært mælkeprodukter, tobaksvarer og alkohol. Andorra må have en prisorskel fra andre EU-lande og besøgende må udnytte denne prisforskel i begrænset omfang.
Resultaterne af Andorras valg viser at mange støtter regeringens reforminitiativer og mener at landt til en vis grad skal integreres i EU for at kunne fortsætte med at blomstre. Selvom mindre end 2% af landet areal er landbrugsjord, så var landbrug Andorras vigtigste indtægtskilde indtil turismesektoren voksede. Fårehold har været den primære landbrugsaktivitet, men tobaksplantager har også været lukrative. Størstedelen af Andorras land er importeret.
Udover håndværk, så inkluderer landets produktion cigarer, cigaretter og møbler til både hjemlige markeder og eksport. Et vandkraftværk i Les Escaldes med en kapacitet på 26,5 megawatt står for 40% af Andorras elektricitet, mens resten importeres fra Spanien.